# Grodowice (Ukraina)
Grodowice, także Horodowice (ukr. Городовичі) – wieś w rejonie samborskim (wcześniej w rejonie starosamborskim) obwodu lwowskiego Ukrainy, nad Strwiążem. Wieś liczy około 782 mieszkańców. Podlega słochyńskiej silskiej radzie.
Wieś szlachecka, własność Tarłów, położona była w 1589 roku w ziemi przemyskiej województwa ruskiego. 
Od 1872 przez miejscowość prowadzi linia Kolei Dniestrzańskiej.
W 1921 liczyły około 953 mieszkańców. Znajdowały się w powiecie starosamborskim.

## Ważniejsze obiekty
- Cerkiew greckokatolicka